# 瓦尔特·弗里斯
瓦尔特·弗里斯（Walter Fries，1894年4月22日—1982年8月6日）是第二次世界大战期间納粹德國德意志國防軍的将军。他曾指揮第29步兵師並且获頒騎士鐵十字勳章。